# 参考系拖拽
爱因斯坦的广义相对论预言了处于转动状态的质量会对其周围的时空产生拖拽的现象，这种现象被称作参考系拖拽或惯性系拖拽。因转动而产生的参考系拖拽的相应理论最早由奧地利物理学家約瑟夫·冷澤與漢斯·提爾苓於1918年通过广义相对论推导出，因此参考系拖拽也常常被叫做冷澤-提爾苓效應（英語：Lense-Thirring Effect）。冷澤與提爾苓预言物体的转动会导致其周围时空参考系的改变，从而使周围物体的位置和牛顿力学下的经典结果产生偏差。不过理论预言这种偏差将非常之小，大约只有几万亿分之一。想要在实验中观测到这种现象，需要对大质量的旋转物体（例如行星或恒星）使用高灵敏度的仪器进行探测，例如围绕地球公转的人造卫星轨道会因地球自转而产生细微的变化。更一般的，这种由加速质量而产生的引力场变化可以归结到引力磁学的研究领域。

## 参考系拖拽的分类
转动的参考系拖拽（冷澤-提爾苓效应）：广义相对论和引力磁学等有关替代理论都预言处于转动的大质量物体周围会产生参考系的拖拽。根据冷澤-提爾苓效应，一个处于远处的观察者将看到围绕中心物体转动的参考系内的时钟走得最快；这也说明在观察者看来，与物体转动速度方向相同的光将比与转动速度方向相反的光走得更快。冷澤-提爾苓效应是最著名的广义相对论效应之一，这要部分归功于引力探测器B的实验观测。
直线的参考系拖拽：类似于转动产生的参考系拖拽，移動也会产生类似的效应。尽管这种效应是否和转动的效应一樣在理論上成立有著争议，但实验验证的高度困难導致其相關討論比轉動效應少得多，也常常在討論参考系拖拽的文章中被忽略，不过爱因斯坦在其1921年的著作《相对论的意义》中叙述了这种效应。
静止质量的增加：这是爱因斯坦在同一著作中提到的第三种效应：当周围有质量存在时，一个物体的惯性会增加。尽管严格说这不是一种参考系的拖拽（而爱因斯坦在论文中并未使用参考系拖拽一词来概括这几种效应），爱因斯坦在广义相对论下使用了与以上两种参考系拖拽效应相同的推导过程得到了这种效应。同样，这也是一种非常微小的效应，在实验中难以观测。

## 参考系拖拽的实验验证
1976年范·帕腾（Van Patten）和伊夫利特（Everitt）在他们的论文中提出了一个专门用于观测冷澤-提爾苓效应的实验设想：测量一对置于地球极轨道上的相向绕转的航天器的节点的冷澤-提爾苓進動，而航天器上的测量仪器需要满足无拖拽条件。1986年，丘弗里尼（Ciufolini）提出了一个基本等效但更廉价的版本，他提议发射一枚被动的沿测地轨道运行的卫星，其轨道和1976年发射的卫星的轨道相比除了轨道平面相差180度外完全相同，这枚卫星和的共同构造被称作蝴蝶式配置。在这种情况下，系统的可观测量为卫星和这枚新卫星（其后在不同场合下被称作为、或）的节点总数。尽管这种设想被很多研究小组进行过详细的研究，至今还没有将这个设想付诸实践。原则上，在蝴蝶式配置下人们不仅可以测量节点的总数，还能够观测到近地点之间相差的距离，虽说在实际运行中系统的开普勒轨道参数受到的来自非引力的微扰影响会更大，例如来自太阳的辐射压。这也是在实际运行中需要实现动态的无拖拽技术的原因。其他被提出的设想包括发射一颗处于近极轨道且较低高度的卫星，但这种设想已经被证明不可行。近年来为了提高实际架设蝴蝶式配置的可能性，有人提出卫星将有能力验证由、和建立的多维膜世界模型，并能够将现今对等效原理验证的精确度提高两个数量级，不过这种说法已经被证明非常不现实。
现在我们只局限于讨论有关已发射卫星的研究的情形，最早提出利用卫星以及卫星激光测距（SLR）技术来测量冷澤-提爾苓效应的设想可追溯至1977-1978年。而真正有效的实验测试则是在1996年通过和完成的，实验中采用了对两枚卫星的节点和的近地点位置的恰当组合。最近的一次来自卫星的探测是在2004-2006年，观测中没有使用的近地点，而只采用了对两架航天器节点观测结果的线性组合。实验结果和广义相对论的预言并不矛盾，然而计算得到的观测总误差却引发了一些争论。另一个在火星引力场中观测冷澤-提爾苓效应的测试结果是根据对火星全球探勘者号（MGS）的位置数据进行恰当分析后得到的，不过这个结果也引发了争议。此外还有观测太阳自转对太阳系内行星轨道产生的冷澤-提爾苓效应的尝试，广义相对论对冷澤-提爾苓进动的预言和观测到的行星近日点进动的修正相符合，但误差依然比较大；以及对环绕木星的伽利略卫星的观测，这同时也是最初由冷澤和提爾苓提出的实验建议。
引力探测器B正在对另一种引力磁学的效应即希夫进动进行实验观测，并期望达到1%或更好的误差。然而目前来看这个目标还是个奢望，2007年4月的最初结果表明现在能达到的误差范围在256-128%之间，并期望在2007年12月时能够缩小至13%。2005年物理学家艾奥里奥（Iorio）指出，如要在地球引力场中观测冷澤-提爾苓效应达到1%的误差水平，还需要发射至少两个新的卫星，并且最好能够采用偏心率很高的轨道以及一些能够抵消非引力微扰的动态机制。最近，意大利航天局（ASI）宣布将于2008年底使用运载火箭发射卫星，其目标是将地球引力场中冷澤-提爾苓效应的测量达到1%的误差精度，但有人对这一计划能否成功表示怀疑。近来还有墨菲等人报告了一个通过月球激光测距对引力磁性的间接观测实验，并声称其误差小于0.1%；但物理学家科佩金（Kopeikin）对月球激光测距技术能否感应到引力磁性的存在表示疑问。

## 天体物理学的证据
相对论性喷流或许可以为参考系拖拽的存在提供直接证据：在一个旋转黑洞的能层内由冷澤-提爾苓效应产生的引力磁力和由罗杰·彭罗斯爵士提出的能量抽取机制一起可以被用来解释对相对论性喷流观测到的性质。由雷瓦·凯·威廉姆斯发展的引力磁学模型预言了已被观测到的由类星体和活动星系核发射的高能粒子（～吉电子伏特）、X射线和伽玛射线的光子抽取、平行于极轴的相对论性喷流以及喷流相对于轨道平面的非对称结构等现象的存在。

## 参考系拖拽的数学推导
描述参考系拖拽的最直接方法是使用克尔度规，克尔度规描述了一个质量为M，具有角动量J的旋转黑洞周围的时空几何。
{\displaystyle c^{2}d\tau ^{2}=\left(1-{\frac {r_{s}r}{\rho ^{2}}}\right)c^{2}dt^{2}-{\frac {\rho ^{2}}{\Lambda ^{2}}}dr^{2}-\rho ^{2}d\theta ^{2}-\left(r^{2}+a^{2}+{\frac {r_{s}r\alpha ^{2}}{\rho ^{2}}}\sin ^{2}\theta \right)\sin ^{2}\theta \ d\phi ^{2}+{\frac {2r_{s}r\alpha }{\rho ^{2}}}d\phi dt}
这里rs是史瓦西半径。
{\displaystyle r_{s}={\frac {2GM}{c^{2}}}}
度规中其他变量的意义为
{\displaystyle \alpha ={\frac {J}{Mc}}}
{\displaystyle \rho ^{2}=r^{2}+\alpha ^{2}\cos ^{2}\theta \,\!}
{\displaystyle \Lambda ^{2}=r^{2}-r_{s}r+\alpha ^{2}\,\!}
在非相对论极限下，当质量M (或等效地，rs)趋于零时，克尔度规成为扁球面坐标系下的正交度规形式：
{\displaystyle c^{2}d\tau ^{2}=c^{2}dt^{2}-{\frac {\rho ^{2}}{r^{2}+\alpha ^{2}}}dr^{2}-\rho ^{2}d\theta ^{2}-\left(r^{2}+\alpha ^{2}\right)\sin ^{2}\theta d\phi ^{2}}
我们可以将它重新写作如下形式
{\displaystyle c^{2}d\tau ^{2}=\left(g_{tt}-{\frac {g_{t\phi }^{2}}{g_{\phi \phi }}}\right)dt^{2}+g_{rr}dr^{2}+g_{\theta \theta }d\theta ^{2}+g_{\phi \phi }\left(d\phi +{\frac {g_{t\phi }}{g_{\phi \phi }}}dt\right)^{2}}
这个度规和一个以角速度Ω旋转的坐标系等价，其中角速度Ω和半径r及余纬θ有关：
{\displaystyle \Omega =-{\frac {g_{t\phi }}{g_{\phi \phi }}}={\frac {r_{s}\alpha r}{\rho ^{2}\left(r^{2}+\alpha ^{2}\right)+r_{s}\alpha ^{2}r\sin ^{2}\theta }}}
在赤道面上可以简化为：
{\displaystyle \Omega ={\frac {r_{s}\alpha c}{r^{3}+\alpha ^{2}r+r_{s}\alpha ^{2}}}}
从而我们看到，一个处于旋转状态的中心质量能够导致周围惯性参考系的转动，这就是参考系拖拽。

克尔度规在两个表面上具有奇性，内表面是球形的事件视界，外表面是一个扁球面。黑洞的能层处于这两个表面包围的时空中，在能层内度规的纯时间分量是负值，这意味着它是类空的。其结果是处于其中的粒子需要和中心质量共同旋转才能保持类时的性质。

一个旋转黑洞的能层内的参考系拖拽效应是一个极端的版本。从数学形式上看，克尔度规存在有两个奇性的面，内表面对应着一个和史瓦西度规类似的球面视界：
{\displaystyle r_{inner}={\frac {r_{s}+{\sqrt {r_{s}^{2}-4\alpha ^{2}}}}{2}}}
在这个半径上度规的纯径向分量grr趋于无穷大。
奇性的外表面不是一个球面，而是一个扁球面。这个扁球面在其旋转轴的极点处和内表面相重合，这时的余纬度θ等于0或π；而其半径由下式给出：
{\displaystyle r_{outer}={\frac {r_{s}+{\sqrt {r_{s}^{2}-4\alpha ^{2}\cos ^{2}\theta }}}{2}}}
在这个半径上度规的纯时间分量gtt由正变为负，内外奇性表面所包围的空间被称作能层。一般来说，沿世界线运动的运动粒子所经历的固有时总是正的，但在时间分量gtt为负的能层中这无法做到，除非这个粒子同时也以不低于Ω的角速度围绕中心质量M旋转。当然，参考系拖拽效应发生在任何旋转质量周围的任何位置，而不仅仅在能层中。